# Distretto di Canis
Il distretto di Canis è un distretto del Perù nella provincia di Bolognesi (regione di Ancash) con 691 abitanti al censimento 2007 dei quali 662 urbani e 29 rurali.
È stato istituito il 29 gennaio 1965.